# Beatriz Adriana
Beatriz Adriana, née le 5 mars 1958, est une chanteuse interprète de musique ranchera au Mexique.
Elle connaît une trajectoire artistique reconnue dans son pays d'origine. Elle est également l'ex-épouse du chanteur mexicain Marco Antonio Solís, avec qui elle a eu un enfant nommée "Betty."
En 2000, Beatriz Adriana souffre de la perte de son fils Leonardo Martínez qui a été assassiné par des kidnappeurs. Ayant peur pour la vie de sa fille Betty elle déménage aux États-Unis.

## Discographie
- Hay Mama y la frontera de Tijuana
- Sahuayo y el higado
- Penjamo y los bueyessn
- Que el mundo ruede, ya se que te acordaras y amorcito de mi vida
- En "Perles" grabo los sig:
- Otra vez me enamore
- Gozar y gozar
- La Situacion
- Adios y bienvenida
- Mexico y su musica (vol XIII)
- Mexico y su musica (vol XIV)
- El cofrecito
- La Reina es el Rey
- 16 exitos con mariachi
- 16 exitos con banda sinaloense
- En Discos y cintas Melody grabo los sig:
- Con el canto en las venas
- Arrepentida y sola
- A punto de..."LA luna sera la luna
- La mama de los pollitos
- Por el resto de mis anos
- Recuerdos
- Quince exitos de la musica mexicana
- Hay que saber perder
- Grandes exitos rancheros
- Beatriz Adriana hacia el milenio
- Jugo de exitos
- Beatriz Adriana "Imagenes"
- Disco de Oro de Beatriz Adriana
- Amor en Secreto